# Fx 1400 Fritz X
Le Fx 1400 Fritz X est une bombe planante wunderwaffe guidée par radio et destinée à la lutte antinavire, conçue par le complexe militaro-industriel allemand durant la Seconde Guerre mondiale.

## Caractéristiques

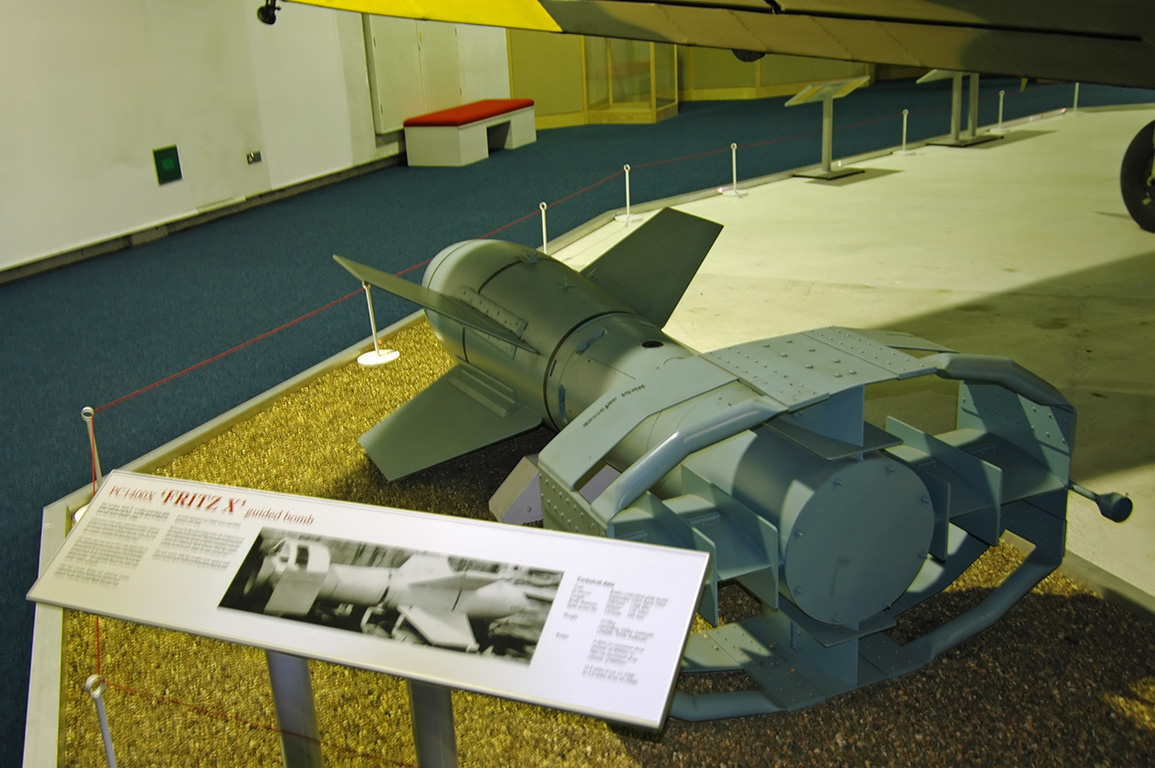
Vue arrière d'une Fritz X.

Le missile complet se compose de trois sections distinctes, l'ogive antiblindage de 320 kg d'amatol, le boîtier de commande, et l'empennage. Il y a quatre ailettes en alliage d'aluminium fixées à l'engin à hauteur du centre de gravité. Le but de ces ailettes est de donner à la bombe une portance suffisante pour que les surfaces de contrôle dans l'unité de queue puissent exercer une influence suffisante.
L'entreprise Ruhrstahl fabriqua ces bombes planantes à environ 1 400 exemplaires dont environ 200 furent effectivement tirés.
Il s'agit du second engin guidé antinavire mis en service par l'Allemagne nazie après le Henschel Hs 293 A. Sa portée était d'environ 5 à 9 km, son altitude minimum de largage de 5 000 m et sa vitesse maximale de chute de 280 m/s.
Les avions-porteurs devaient survoler leur objectif et pendant la phase de guidage s'abstenir de toute manœuvre d’évitement brusque. De fait, ils subirent de lourdes pertes.

## Historique
Les études sur ce système d'arme ont débuté en 1938 lorsque les forces allemandes se rendirent compte de la difficulté de toucher un navire en mouvement avec des bombes classiques lors de la guerre d'Espagne.
Le directeur du programme fut le docteur Max Kramer du Deutsche Versuchsansalt für Luftfahrt qui testait des méthodes de correction des trajectoires lors des lâchers de bombes, en utilisant des spoilers radio-pilotés situés dans la queue de bombes de 250 kg. En 1940, le RLM adopta le système de contrôle Kramer pour bombe anti-blindage SD 1400X. La bombe allemande de 100 kg a toujours été connue comme « Fritz » de sorte que son nom de code est devenu « Fritz X » et la désignation du code, « FX » ou « FX 1400. ». La société Ruhrstahl poursuivit la fabrication de ces armes avec la désignation « X-1 » qui a conduit aux variantes X, X-1 à X-7. Le « X » a été une classification utilisée par Ruhrstahl pour désigner tous ses missiles avec des queues en croix. Le missile opérationnel a été plus tard appelé « Körper » par un personnel soucieux de la sécurité.
La seule unité de la Luftwaffe à déployer le Fritz-X a été le Gruppe III du Kampfgeschwader 100, désigné III./KG 100. Cette unité a utilisé des bombardiers moyens Dornier Do 217K-2 pendant presque l'ensemble de ses missions d'attaque, bien que dans quelques cas, vers la fin de son histoire, les variantes Do 217 K-3 et Do 217 M-11 ont également été utilisées.
Le Fritz-X avait été initialement testé avec un Heinkel He 111, mais il n'a jamais été utilisé en combat par cet appareil. Quelques variantes spéciales du bombardier stratégique Heinkel He 177 ont été équipées pour le transport de la Fritz-X, mais il semble que cette combinaison n'a jamais vu de combat. Le bombardier stratégique Heinkel He 277 devait pouvoir en embarquer 2 mais il n'a jamais fait de missions opérationnelles.
Les premières utilisations au combat ont eu lieu le 21 juillet 1943 lors d'un bombardement sur le port d'Augusta en Sicile, d'autres raids eurent ensuite lieu à Messine et autour de cette île mais aucun coup au but ne semble avoir été enregistré et les Alliés ignorèrent que les bombes utilisées étaient une nouvelle arme.

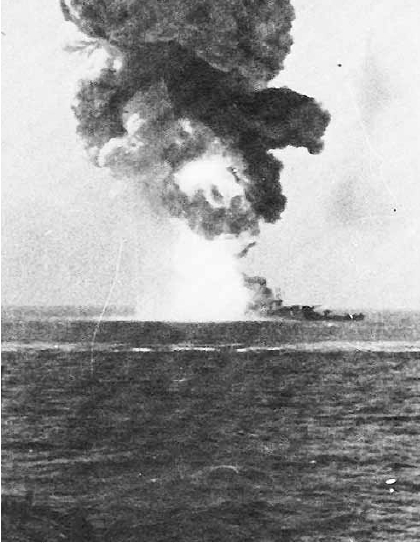
L'explosion du Roma.

Le 8 septembre 1943, le royaume d'Italie signa un armistice avec les Alliés et le gouvernement de Badoglio ordonna à la Marine italienne de rejoindre Malte. À la suite de l'attaque sur le port de Tarente, l'état major de la marine avait ordonné la dispersion de la flotte. Le Roma était basé a Cagliari, dans le sud de la Sardaigne, et c'est de là qu'il appareilla, avec à son bord l'amiral Carlo Bergamini, commandant en chef de la flotte italienne, qui comprenait alors également les cuirassés Vittorio Veneto et Italia, trois croiseurs et huit contre-torpilleurs. Le 9 septembre, la flotte fut interceptée au nord de la Sardaigne par 6 ou 12 bombardiers Dornier Do 217K-2 du Kampfgeschwader 100 de la Luftwaffe basés à la base aérienne d'Istres, transportant chacun une bombe radioguidée FX1400 Fritz X. Les bombardiers allemands lancèrent leurs projectiles hors de portée de la DCA embarquée. Une bombe toucha l'Italia à l'avant, l'encombrant de 900 tonnes d'eau, ce qui ne l'empêcha pas de poursuivre sa route sans réduire sa vitesse. Le Roma fut lui touché par une première Fritz X qui perça le pont blindé, explosa sous la ligne de flottaison en détruisant la turbine tribord, réduisant la vitesse du navire à 10 nœuds. La seconde Fritz X explosa entre la tourelle no 2 et la tour de commandement, projetant la tourelle par-dessus bord et forçant le navire à s'arrêter. Le navire explosa à 16 h 12 et sur les 1 350 membres d'équipage, seuls 596 furent sauvés, la plupart étant gravement brûlés. L'amiral Bergamini figure parmi les victimes.

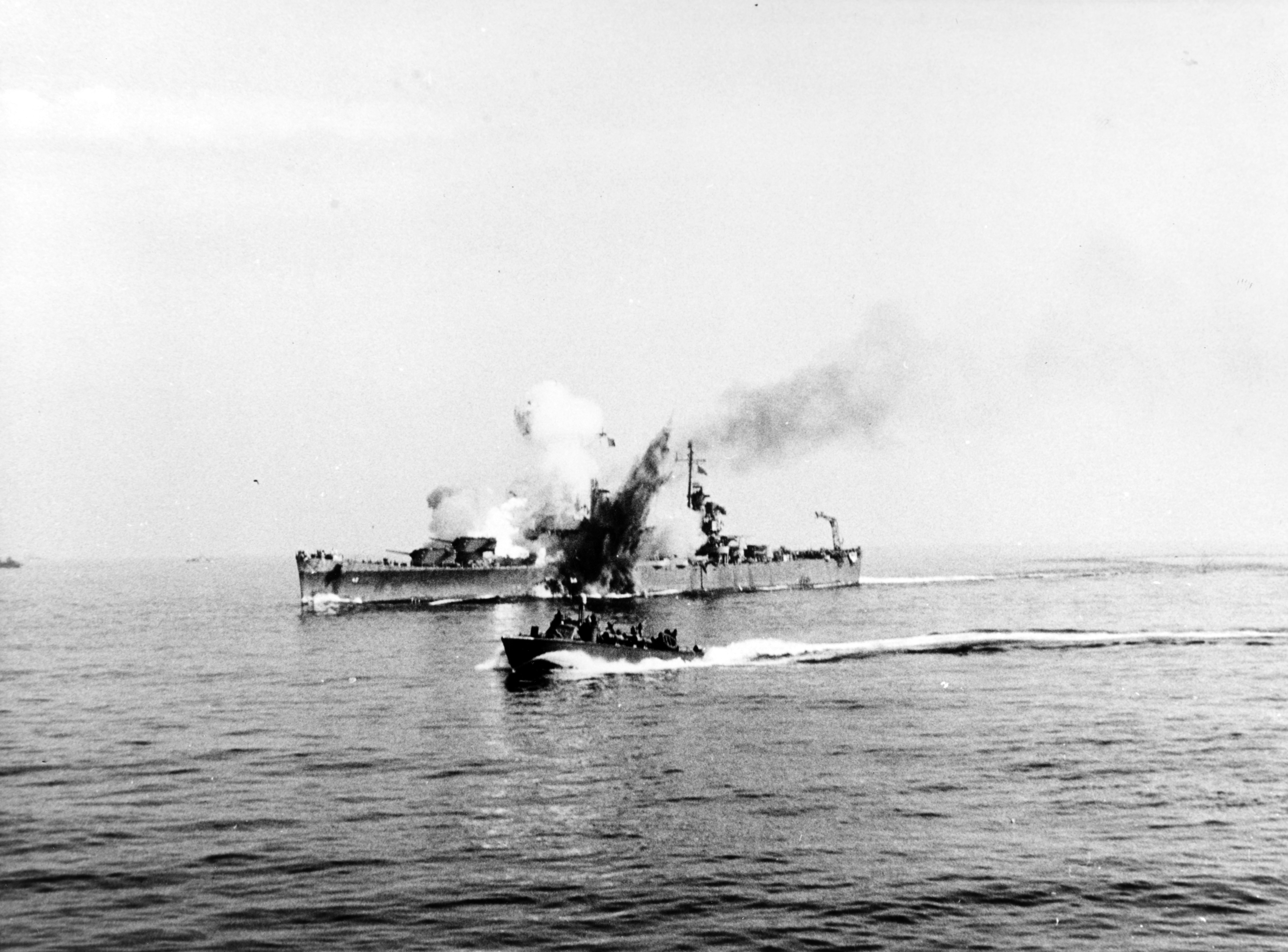
L' touché par un Fritz X le 11 septembre 1943.

Dans les jours suivants, plusieurs coups au but seront enregistrés contre la flotte alliée, l’USS Savannah participant à l'opération Avalanche fut atteint par une bombe Fritz X larguée à 5 700 mètres d'altitude le 11 septembre 1943, 197 marins périrent, une cinquantaine d'autres gravement blessés et le navire ne fut totalement réparé que le 4 septembre 1944.
Le croiseur léger HMS Uganda a été frappé par un Fritz-X près de Salerne le 13 septembre. Le Fritz X a percé sept ponts et a explosé sous sa quille. Tous les feux de la chaudière ont été éteints, seize hommes ont été tués, et l’Uganda a pris 1 300 tonnes d'eau. Le navire a dû être a remorqué à Malte pour réparations.
Le 16 septembre, ce fut le cuirassé britannique HMS Warspite qui reçut deux de ces bombes ; ses réparations durèrent jusqu'en mars 1944.
La destruction du croiseur léger HMS Spartan de la Royal Navy le 29 janvier 1944, causant 46 tués, est souvent attribuée à cette arme ; mais le projectile était en fait un Hs 293.
Par la suite, les Alliés contrecarreront cette menace en accroissant la portée de leurs escortes de chasseurs et en mettant au point un système de brouillage radio.

## Désignation
Cette arme fut également appelée Sd-1400 X, PC-1400 X; FX-1400 X; X-1.